# Gyere át!
A Gyere át! a magyar Emil.RuleZ! alternatív zenekar 2012-ben megjelent  albuma. 

## Az album dalai
1. Táplálom
2. Gyere át!
3. Apának női vannak
4. Rovar vagy
5. Holnap is
6. Pirítós
7. Valami nagy
8. Szónok
9. Kardiovaszkuláris esemény
10. Parafacipős lány
11. Te is tudod-e?
12. Csak a piknik
13. Kopogtatok